# Ню¹ Волка
Ню¹ Волка (лат. ν¹ Lupi), HD 136351 — одиночная звезда в созвездии Волка на расстоянии приблизительно 114 световых лет (около 34,9 парсеков) от Солнца. Видимая звёздная величина звезды — +5,048m. Возраст звезды определён как около 2,34 млрд лет.

## Характеристики
Ню¹ Волка — жёлто-белая звезда спектрального класса F6III-IV или F8. Масса — около 1,649 солнечных, радиус — около 2,7 солнечных, светимость — около 10,494 солнечных. Эффективная температура — около 6326 K.

## Планетная система
В 2019 году учёными, анализирующими данные проектов HIPPARCOS и Gaia, у звезды обнаружена планета.